# 三州ツバ吉
三州 ツバ吉（さんしゅう ツバきち、1971年1月26日 - ）は、日本の格闘家、プロレスラー、ボディーガード、スポーツインストラクター。銀座プロレス代表。本名：岡田 孝（おかだ たかし）。東京都中央区銀座出身。帝京大学経済学部卒業。空手初段（創天会小笠原道場）、柔道初段。
ニックネームは「銀座の鉄人」、「世界3大砂漠マラソンを覆面仮装で完走した唯一の男」、「世界一過酷なアマゾン・ジャングルマラソンを世界一数多く走破した男」、「過酷なマラソンを楽しむ覆面仮装ランナー」、「驚異の心臓を持つ男」。
大学在学中から、格闘家、スポーツインストラクターとして東京を中心に活動する傍ら、小学生の頃から大好きだったプロレスの世界への憧れを捨てきれず、36歳でプロレスデビューした。50歳を超えても、「より長く現役でいたい」を胸に、リアルジャパンプロレス、格闘探偵団バトラーツ、藤波辰爾が率いるドラディションなど、様々なプロレス団体に出場している。間寛平を目標に、東京マラソンなどの各種マラソン大会にエントリーし続け、「銀座から富士山頂へ」を掲げて毎年数度富士山を登り続けており、2010年から「富士山頂プロレス」を不定期で開催している。

## 来歴
幼少より、柔道、極真空手、キックボクシング、柔術など、様々な武道や格闘技を国内外で修行。高校時代から柔道などのアマチュアの試合に出場。
1997年以降、本名の岡田孝で、松浦次郎とともに首都圏各地のスポーツクラブや体育館などで数多くのスポーツレッスンを担当。同時期より、藤原敏男門下で打撃技術を体得、佐山聡や小川直也と交流を持ち、技術指導を受ける。極真会館の市村直樹らから指導を受け、松浦らと稽古に励んだ。退館した後の1997年（平成9年）9月21日には新空手の大会であるK-3に出場、ワンマッチで勝利した。
1997年（平成9年）10月、村上和成と出会う。1998年8月には、村上、佐藤耕平とともに、ゴールドジム行徳千葉において、格闘技道場を設立した（現在は解散）。同年、村上のUFO参戦のために佐山と交渉にあたり、その後も半年ほどであったが、プロレスラーとなった村上の裏方としてスタッフ的役割を果たした。この時期、村上からのアドバイスもあって、自らは柔術の大会に積極的に参加する。1998年12月15日、「TOKYO B.J.J. JAM 4」に出場、ワンマッチで敷根啓一郎（正道会館）と対戦してレフェリー判定で勝利。1999年2月13日の「TOKYO B.J.J. JAM 5」において、ワンマッチで菊地恵介（パラエストラ）と対戦してポイント差で敗れるも、1999年5月10日、「COPA PARAESTRA EAST」に出場、アダルトレーヴィ級で3位に入賞した。
2007年11月18日、36歳にして三州ツバ吉のリングネームでキャプチャーインターナショナル地下室マッチ川崎大会にてプロレスのマットに立ち、デビュー戦でRIKIYAと対戦、腕ひしぎ十字固めで勝利した。2008年2月9日には頑固プロレスに参戦、野村聡と対戦し1、5分時間切れ引き分けとなる。
2008年2月17日、東京マラソンにエントリーし、三州いわく「ツパイダーマン」であるスパイダーマンに仮装して3時間49分9秒で完走、同日夜には、フルマラソンでヒザと足首を痛めていたにもかかわらず、キャプチャーインターナショナル地下室マッチ川崎大会で北原光騎と対戦した。フルマラソン完走直後でもリングに上がるスタミナを持つことから、この頃より「銀座の鉄人」とのニックネームがつけられるようになった。2008年5月4日には頑固プロレスで野村と再び対戦し、13分55秒ハイキックでKO勝ちした。
2010年4月18日には地下プロレスにおいて日龍とタッグを組み、ナイトキング・ジュリー・入道組に勝利し、地下日本阿吽選手権王座を獲得。
2010年6月19日から20日に開催された「第9回24時間グリーンチャリティーリレーマラソンin東京ゆめのしま」の「24時間個人男子の部」に出場し、途中棄権することなく約141キロを走り、第16位に入った。2010年11月7日の「ニューヨークシティマラソン2010」には全身スパイダーマンの衣装で完走。
2011年5月1日の「2011万里の長城マラソン」に参加し、前年のニューヨークでのマラソン同様、全身スパイダーマンの衣装で完走。2011年8月14日には地下プロレスの「第1回天国地獄トーナメント」に参戦し、決勝戦で小笠原和彦と対戦、11分31秒、後ろ回し蹴りでTKO負けしたが、同トーナメントで準優勝。同年9月30日から10月9日までエジプトのサハラ砂漠で開催された6ステージ250㎞の「サハラレース2011」では54時間26分55秒、第63位で完走。
長距離、長時間マラソンへの参加はエスカレートし、2012年6月10日から同月16日には「ゴビ砂漠マラソン2012」で250キロを60時間26分15秒で完走し、145人中137位となり、MVPを受賞。同年10月28日から11月3日にはサハラ砂漠レース250キロを67時間35分57秒で2年連続完走し、134人中109位。
2013年3月3日から同月9日には「アタカマ砂漠レース2013」で69時間37分56秒で132人中126位で完走。同年6月15日から翌16日には「第12回グリーンチャリティーリレーマラソンin東京ゆめのしま」で20ポンドを背負いながら112人中44位で122．5キロを走破。同年5月4日から同月5日には「長崎橘湾スーパーマラニック」で175キロを20ポンドを背負って30時間24分39秒、第59位で完走。同年8月11日から翌12日には銀座から富士山頂までの約115キロのマラソンを自身で企画。同年9月21日から同月23日には「佐渡島一周」で208キロを自らの変身スタイルである「ツバイダーマンマスク」姿で46時間09分58秒で完走。同年11月9日から10日には「神宮外苑24時間マラソン」に出場し、途中、10日の13時からの頑固プロレス新木場大会に出場するために、21時間30分、神宮100週を経過した132.456キロで途中棄権するも、第58位。
2014年1月24日から27日には「沖縄一周クレイジーラン」（制限時間60時間）で330キロをツバイダーマンマスク姿で59時間38分20秒、第22位で完走。同年4月4日には「パリマラソン」で完走、同年5月3日から同月6日には福島から東京までの約300キロのマラソンを自身で企画。同年9月13日から14日には24時間マラソンには通算7度目の出場となる「24時間ゆめリレーin湘南ひらつか」の24時間個人の部を覆面姿で164．35キロ走り第8位、同年10月12日には「メルボルンマラソン」で完走、同年11月1日から同月11日には「南極マラソン（250キロ）」に出場して69名出場中第61位で走りきり、覆面姿で世界3大砂漠及び世界7大陸のマラソンを完走。
2015年10月以降、藤波辰爾が率いるドラディションのリングに度々登場し、倉島信行や田村和宏等と対戦している。「世界で一番過酷なマラソン大会」と称される「アマゾンジャングルマラソン」に2015年から2017年まで連続出場して3度とも完走、2017年大会は99時間15分。
2018年2月9日、泰明小学校がアルマーニによるデザインの制服を導入するか否かの問題で、同校卒業生としてスポーツ報知や日刊スポーツ、週刊現代などの取材に応え、複雑な心境を明かしている。
2019年4月30日から5月5日には、太平洋から日本海までのコースである第15回日本横断幕川の道フットレース514kmに参加し、第88位（131時間34分17秒13）にて完走。同年5月25日、後楽園ホールで行われたDRADITION 2019 RAGING OUTLAW TOUR〜HIRO SAITO 40th ANNIVERSARY〜にてタカ・クノウとタッグを組んで出場、クノウが倉島信行を腕ひしぎ逆十字固めで決めて勝利。5月27日、大阪南港ACTホールではとタッグを組んで出場、クノウが倉島信行を腕ひしぎ逆十字固めで決めて勝利で行われたDRADITION 2019 RAGING OUTLAW TOUR〜HIRO SAITO 40th ANNIVERSARY〜にてアルティメット・スパイダーJr.とタッグを組み、三州自らが安藤雅生を逆片エビ固めで決めて勝利。同年9月、アフリカのケニアの大草原230kmを走破した直後、アフリカ大陸最高峰のキリマンジャロ5895mを登頂。な2018年と2019年にペルーアマゾンジャングルウルトラマラソン230kmに2度参加し、完走。
2021年4月16日、後楽園ホールで行われたDRADITION 2021では自由民主党所属の参議院議員・今井絵理子の長男・今井礼夢と34歳差のタッグを組んで出場。
2022年5月2日、後楽園ホールで行われHEAT UP後楽園大会では、藤原喜明と組み、8人タッグで勝利。その試合直後、同月3日から同月5日に長野県小諸にて開催された第17回日本横断川の道フットレースハーフの部251km（千曲川～信濃川）に参加し、第56位（57時間44分9秒）で完走。同月8日、キャプチャーインターナショナル王子大会、同月12日、ドラディション後楽園大会に立て続けに出場し、同月22日は葛飾柴又100kmマラソンに参加して第376位（13時間58分11秒）完走し、自らが目標に掲げた「怒涛5月連戦」を走り戦い切った。
2023年2月現在、52歳を超えても体力が衰える気配は全く感じられず、「富士山登頂回数が自分の年齢より上回り続ける」「富士山登頂100回達成が目標」という自らに課した目標を守り続け、54回の富士山登頂を果たしている。

## 得意技
- 腕ひしぎ逆十字固め
- 逆片エビ固め
- ミドルキック
- ローキック

## タイトル歴
- 日本地下阿吽王座
- 富士山頂プロレス王座
- 地下プロレス大賞（最優秀試合賞）

## メディア出演
- 朝ツバッ!（WALLOP）
- RUNツバッ!（WALLOP）
- 一軒家丸ごと壊す（テレビ東京、2023年12月27日）

## エピソード
- 覆面仮装の姿で世界3大砂漠（サハラ、ゴビ、アタカマ）及び世界7大陸のマラソンに出場しをすべて完走している唯一の男である。
- 富士山には54回登頂（2022年8月現在）。富士山頂でのプロレスを2010年から開催している。
- 23回目の富士山登頂（2010年）では、地下プロレス「EXIT-48 FUJIYAMA」に参戦、地下日本阿吽王者選手権を防衛。
- ほぼ毎日のように、首都圏のどこかのスポーツクラブや体育館で「ボクササイズ」などのレッスンを担当している。
- 体型からは想像できないほどの大食漢。本人のブログで暴飲暴食とも思える様子を掲載している。
- 東京マラソンなど様々なマラソン大会に200回以上参加、フルマラソンは160回以上完走している（2022年12月現在）。
- 2010年にはニューヨークシティマラソンを、2011年には万里の長城マラソンを、それぞれスパイダーマンの仮装で完走した。
- 2012年には富士五湖112キロウルトラマラソンや平塚24時間マラソンなどの長距離・長時間マラソンで完走。
- 藤原喜明主催の「藤原組関節技セミナー」では助手を務めている。
- 両親は、昭和42年に銀座に大衆割烹 三州屋銀座店を開業。2店舗あり、父が本店、母が実家の1階にある1丁目店を切り盛りしていた。
  - ほぼ毎日、三州屋銀座店のどちらかの店舗に顔を出しており、来客からの写真撮影等の要望に応じていた。
  - 2023年10月、1丁目店が両親の高齢化から閉店。閉店前から店舗解体までが、テレビ東京「一軒家丸ごと壊す」で密着され同年12月27日に放送された。
- 元極真会館所属の選手との交流は続いており、小笠原和彦、堀池典久、松浦次郎とは定期的に酒を酌み交わしている。
- 東京ヤクルトスワローズのファンである。